# Carsten Roth

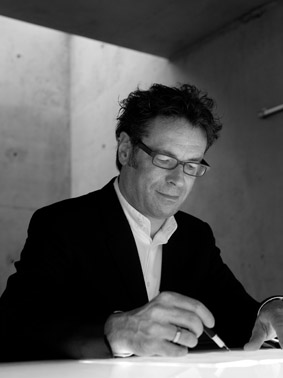
Carsten Roth (2011)

Carsten Roth (* 1958 in Hamburg) ist ein deutscher Architekt und Hochschullehrer am Institut für Konstruktives Entwerfen, Industrie- und Gesundheitsbau (IKE) der Technischen Universität Braunschweig.

## Leben
Carsten Roth studierte an der Technischen Universität Braunschweig, der Akademie der bildenden Künste in Wien bei Gustav Peichl und in den USA am Virginia Polytechnic Institute in Blacksburg und Alexandria, hier mit Schwerpunkt „Tageslichtführung im architektonischen Raum“. Nach seiner Rückkehr nach Deutschland gründete er 1987 ein eigenes Architekturbüro in Hamburg-Rotherbaum. Von 1998 bis 1999 war Roth Gastprofessor an der Gesamthochschule Kassel im Fachgebiet Entwerfen und Baukonstruktion.
Carsten Roth ist seit 2004 Mitglied der Freien Akademie der Künste in Hamburg in der Sektion Baukunst.
Seit September 2003 ist er Universitätsprofessor am IKE – Institut für Konstruktives Entwerfen, Industrie- und Gesundheitsbau der TU Braunschweig. Von 2011 bis 2013 war er Vorsitzender des Beirates für Stadtgestaltung der Stadt Linz in Österreich, von 2012 bis 2014 festes Mitglied im Gestaltungsbeirat der Stadt Bremerhaven.
Im Jahr 2002 wurde ihm der Kritikerpreis des Verbands der deutschen Kritiker e. V. im Bereich Architektur verliehen. Carsten Roth lebt und arbeitet in Hamburg.

## Werke
- 2024: Elevendecks - Überseequartier Hafencity Hamburg
- 2023: Bahnhofsmission - Hauptbahnhof Hamburg
- 2021: SOS-Kinderdorf, Hafen für Familien - Hamburg-Dulsberg
- 2019: Rentzelstraße 10c - Büroneubau in Hamburg-Rotherbaum
- 2016: WIRTH HAUS (Konditorei Wirth) -Traditionsreiches Hamburger Geschäftshaus in der Innenstadt, Fußgängerzone Spitalerstraße Mönckebergstraße
- 2015: Fassadengestaltung und energetische Sanierung in der Großwohnsiedlung Hamburg-Mümmelmannsberg mit 108 Wohnungen
- 2015: Stadt- und Atrium-Häuser in Hannover-Kirchrode, Büntekamp
- 2014: Wohn- und Geschäftshaus Ensemble ELBDECK in Hamburg-Neumühlen mit ca. 32.500 m² BGF
- 2013: Büroensemble Harvestehude
- 2012: Neubau für die BMW AG, das Gebrauchte Automobile Zentrum in Barsbüttel
- 2012: W5+, Neubau im Medienpool Waterloohain in Hamburg-Eimsbüttel
- 2012: Foyer Caffamacherreihe in der Hamburger Innenstadt
- 2010: Zentrale der Österreichischen Volksbanken-AG am Wiener Ring
- 2009: Bürohausprojekt „Columbia TWINS“ in Hamburg-Neumühlen
- 2008–2009: Wohnbauprojekt „Brahmsquartier“ in der Hamburger Innenstadt
- 2006–2007: Neubau des Geschäftshauses Colonnaden 41 in historischem Kontext in der Hamburger Innenstadt
- 2004: Bürohaus Rolandsbrücke 4 in der Hamburger Innenstadt
- 2003: Gemeindehaus St. Nikolai in Hamburg-Harvestehude
- 2000–2003: „Medienpool Waterloohain“ Hamburg-Eimsbüttel, Auszeichnung als Bestes Bürogebäude Europas 2004
- 1999–2000: Logistikzentrum in Mecklenburg-Vorpommern
- 1997–1998: Druckerei und CD-Konfektionierungscenter in Röbel/Müritz
- 1998: Büro- und Laborgebäude Synopharm GmbH in Barsbüttel
- 1994–1996: Büro- und Ausstellungsgebäude in Siek
- 1993–1996: Ateliergebäude im Hamburger Grindelviertel
- 1991–1994: Umbau eines Fabrikgebäudes im Hamburger Grindelviertel

Außerdem entwirft und realisiert das Büro Architekturausstellungen, Inneneinrichtungen und Messebauten, erstellt u. a. Gutachten für die Stadt Hamburg und beteiligt sich an geladenen internationalen Realisierungswettbewerben.

## Preise und Auszeichnungen (Auswahl)
- 2024   BDA Hamburg Architekturpreis, 1. Preisrang
- 2024   Polis Award 2024 - 1. Preis Kategorie Soziale Quartiersentwicklung
- 2024   German Design Award 2024, Winner in Kategorie Excellent Architecture
- 2023   Wohnbauten des Jahres 2023 - Kategorie Quartiersentwicklung
- 2023   Iconic Award 2023 - best of best in innovative architecture
- 2023   Polis Award 2023 - 1. Preis Kategorie Soziale Quartiersentwicklung
- 2021   European Property Awards - 5 Star Winner
- 2021   German Design Award 2022 - Special Mention
- 2020   BDA Hamburg Architekturpreis - Würdigung
- 2018   German Design Award 2018 Architecture Excellent Communications
- 2017   WohnbauPreis Hamburg 2017, 3. Preisrang
- 2017   FOCUS Deutschlands Top Architekturbüro in 3 Kategorien Wohnungsbau + Industriebau + Bürobau
- 2016   BDA Hamburg Architekturpreis, 1. Preisrang. Damit ist Carsten Roth der erste Architekt der Stadt Hamburg, der diese höchste Auszeichnung bereits zum vierten Mal erhält.
- 2016   BDA Hamburg Architekturpreis, Würdigung
- 2016   Nominierung für den DAM Preis für Architektur in Deutschland 2017
- 2016   BDA Architekturpreis Zukunft im Bestand 2015, 2. Preisrang
- 2014   BDA Hamburg Architekturpreis, 3. Preisrang
- 2011   AIA Colorado – Citation Award American Institute of Architects
- 2010   BDA Hamburg Architekturpreis, 1. Preisrang
- 2010   Bauwerk des Jahres des AIV, Hamburg
- 2008   Best Architects 09
- 2008   20 Jahre Jahrbuch Architektur in Hamburg – Auszeichnung für die besten Gebäude der letzten 20 Jahre
- 2008   AIT Best of Office Architecture Award
- 2005   BDA Hamburg Architekturpreis, 3. Preisrang
- 2004   Best of Europe – Office Internationaler Architekturpreis für das beste Bürogebäude Europas
- 2004   AIA Colorado – Citation Award American Institute of Architects
- 2004   contractworld.award – Internationaler Architekturpreis für innovative Raumkonzepte Best of Category Office
- 2002   Kritikerpreis für Architektur
- 2002   Bauwerk des Jahres des AIV, Hamburg
- 2002   BDA Hamburg Architekturpreis, 1. Preisrang
- 2000   BDA Schleswig-Holstein Architekturpreis
- 1999   BDA Hamburg Architekturpreis, 2. Preisrang
- 1996   Bauwerk des Jahres des AIV, Hamburg
- 1997   BDA Hamburg Architekturpreis, 1. Preisrang

## Ausstellungen und Messen
- MIDEM 97 Cannes, Messestand für Edel GmbH
- Hamburg – Rotterdam, „Veränderungen am Strom“
- Substanz + Licht Carsten Roth, Galerie Peter Borchardt

## Belege
1. ↑  Mitglied der Freien Akademie der Künste in Hamburg. In: www.akademie-der-kuenste.de. Abgerufen am 5. März 2024.
2. ↑  Eintrag „Carsten Roth“ im Braunschweiger Professor*innenkatalog, abgerufen am 27. Januar 2025.
3. ↑  Kritikerpreise 2002 in Berlin verliehen. Abgerufen am 27. Januar 2025 (österreichisches Deutsch).

| Personendaten    | Personendaten                           |
| ---------------- | --------------------------------------- |
| NAME             | Roth, Carsten                           |
| KURZBESCHREIBUNG | deutscher Architekt und Hochschullehrer |
| GEBURTSDATUM     | 1958                                    |
| GEBURTSORT       | Hamburg                                 |